# مکتب واقع‌گرایی خیالی وین

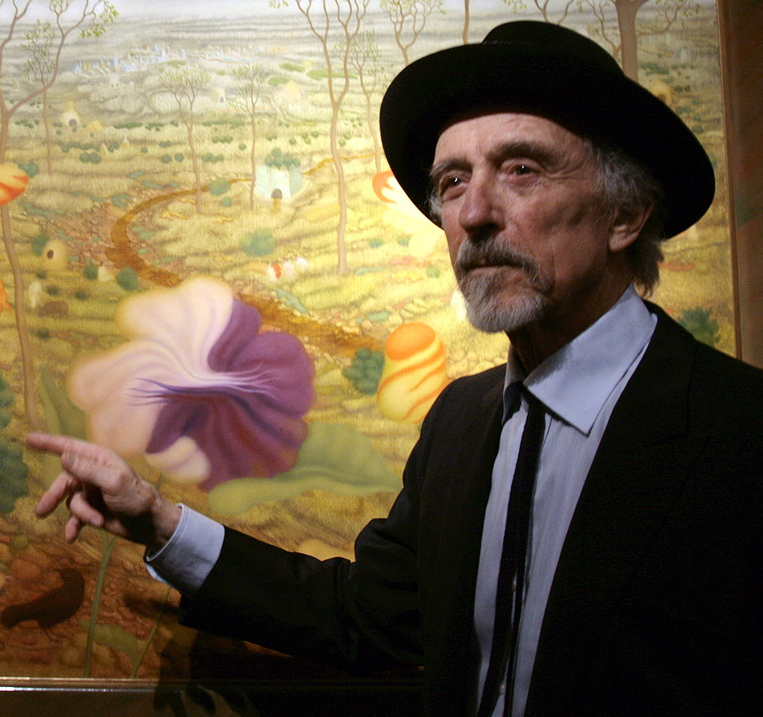
آریک برار، از هنرمندان مهم جنبش مکتب واقع‌گرایی خیالی وین

مکتب واقع‌گرایی خیالی وین (به آلمانی: Wiener Schule des Phantastischen Realismus) یک جنبش هنری بود که در سال ۱۹۴۶ در وین شکل گرفت. این جنبش را پروفسور آلبرت پاریس ون گئترسله در آکادمی هنرهای زیبای وین بنیان گذاشت. زیر نظر او، دانشجویان مکتب وین تکنیک‌های استادان قدیم را به کار می‌بردند و در کارشان از نمادگراییهای دینی و اِزوتریک استفاده می‌کردند.
هنرمندان مهم این جنبش ارنست فکس، آریک برار، رودولف هاسنر، ولفگنگ هتتر، آنتون لهمدن و فریتز جانسکا بودند.